# Islas Horn
Islas Horn (en francés: Îles Horn o îles (de) Futuna, o Islas del Horno) Constituyen uno de los dos grupos de islas que se encuentran geográficamente en la Colectividad de ultramar francesa (colectividad d'outre-mer, o COM) de Wallis y Futuna en el Océano Pacífico. La superficie total del archipiélago es de 115 km² y según el censo de 2003, tenía una población de 4873 personas.
Geográficamente, se trata de dos islas:
- Futuna  (en el noroeste) (83 km², con 4871 habitantes)
- Alofi (en el sureste) (32 km², con 2 habitantes)

Administrativamente, las islas Horn abarcan dos de las tres jefaturas 'reales' de Wallis y Futuna:
- Tu`a (Alo): parte oriental de la isla de Futuna y la isla de Alofi (zona compuesta por 85 km², con 2.993 habitantes)
- Sigave (Singave): que ocupa una tercio occidental de la isla de Futuna (30 km², con 1.880 habitantes)

El  archipiélago es llamado en francés Horn o (hornos)  (como en el caso del Cabo de Hornos, que tiene el mismo origen), debido  al nombre del puerto holandés de Hoorn. 
Este nombre fue dado por los marineros holandeses Willem Schouten y Jacob Le Maire , los primeros europeos que visitaron el lugar en mayo de 1616, cuya expedición partió de Hoorn. Uno de los dos barcos de la expedición también fue llamado Horn. 